# گرده‌رش (میاندوآب)
گرده‌رش (میاندوآب)، روستایی از توابع بخش مرکزی شهرستان میاندوآب در استان آذربایجان غربی ایران است. 
این روستا در سال ۱۳۲۱ قمری مقارن ١٢٨٠ شمسی توسط یکی از مالکین منطقه به نام خلیل بیگ مکری باریکان مشهور به خانی ده رش بنیاد نهاده شد. و نام اولیه آن ده رش یعنی روستای سیاه بوده که بعداً به گرده‌رش که در زبان کُردی یعنی تپه سیاه تغییر نام داده شد.

## جمعیت
این روستا در دهستان مرحمت‌آباد جنوبی قرار دارد و براساس سرشماری مرکز آمار ایران سرشماری عمومی نفوس و مسکن (۱۳۹۵)، جمعیت ۳۱۵۶ نفر ۷۲۵ خانوار بوده‌است.